# 1965 في الفلبين
فيما يلي قوائم الأحداث التي وقعت خلال عام 1965 في الفلبين.

## سياسة

### تعيين في المنصب
- 30 ديسمبر – فرديناند ماركوس رئيس الفلبين.
- 30 ديسمبر – فرناندو لوبيز نائب رئيس الفلبين [الإنجليزية]‏.

### انتهاء فترة المنصب
- 30 ديسمبر – ديوسدادو ماكاباجال رئيس الفلبين.
- 30 ديسمبر – فرديناند ماركوس رئيس مجلس الشيوخ في الفلبين [الإنجليزية]‏، عضو مجلس الشيوخ الفلبيني ‏.

## مواليد

### يناير
- 1 يناير – روبرتو إبراهام عالم فلك كندي.

### مارس
- 28 يونيو – مارسيل أنطونيو رسام فلبيني.

### يونيو
- 10 يونيو – جوي سانتياغو
- 21 يونيو – مارلون مارو
- 28 يونيو – مارسيل أنطونيو رسام فلبيني.

### سبتمبر
- 22 سبتمبر – روبي مورينو ممثلة فلبينية.

### نوفمبر
- 4 نوفمبر – جيفري تشينغ ملحن بريطاني.

### ديسمبر
- 25 ديسمبر – رولاندو بوهول ملاكم فلبيني.

## وفيات

### أبريل
- 6 أبريل – بيدرو باولو سانتوس (مواليد 1935) قس فلبيني.